# Carpats Blancs
Els Carpats blancs (en txec Bílé Karpaty, en eslovac Biele karpaty) és una serralada que forma part dels Carpats i que està situada a la frontera entre la República Txeca i Eslovàquia.
La muntanya més alta d'aquesta serralada és el Mont Javorina, de 970 metres d'altura. També destaca el Mont Lopenik, amb 911 m.
La serralada està protegida i és un Parc Natural. Al seu interior, hi ha incloses les següents localitats
- República Txeca
  - Veľká nad Veličkou
  - Javorník
  - Boršice u Blatnice
  - Nová Lhota
  - Suchov
  - Slavkov
  - Horní Němči
  - Kortyná
  - Strání
  - Březová
  - Starý Hrosenkov
  - Bystřice pod Lopeníkem
  - Bojkovice
  - Pitín
  - Komňa
  - Luhačovice
  - Slavičín
  - Rokytnice
  - Záhorvice
  - Rudice
  - Neznedice
  - Rudimov
  - Štitná nad Vláří
  - Popov
  - Brumov-Bylnice
- Eslovàquia
  - Nová Bošáca
  - Horná Súča